# Europacup I 1961/62
De zevende editie van de Europacup I werd voor de tweede opeenvolgende keer gewonnen door het Portugese SL Benfica in de finale in Amsterdam tegen Real Madrid. Na zeven edities waren er nog maar twee clubs die de Europacup I gewonnen hadden: Benfica en Real Madrid. Er namen 29 teams deel waaronder 28 kampioenen, Benfica was als titelverdediger geplaatst.

## Voorronde
| Team #1              | Tot.   | Team #2              | 1ste wed | 2de wed |
| -------------------- | ------ | -------------------- | -------- | ------- |
| CCA Boekarest        | 0 - 2  | FK Austria Wien      | 0 - 0    | 0 - 2   |
| 1.FC Nürnberg        | 9 - 1  | Drumcondra Dublin    | 5 - 0    | 4 - 1   |
| Servette FC          | 7- 1   | Hibernians FC        | 5 - 0    | 2 - 1   |
| CDNA Sofia           | 5 - 6  | AS Dukla Praag       | 4 - 4    | 1 - 2   |
| IFK Göteborg         | 2 - 11 | Feyenoord            | 0 - 3    | 2 - 8   |
| Górnik Zabrze        | 5 - 10 | Tottenham Hotspur FC | 4 - 2    | 1 - 8   |
| Standard Luik        | 4 - 1  | Fredrikstad FK       | 2 - 1    | 2 - 0   |
| ASK Vorwärts Berlin  | 3 - 0  | Linfield FC          | 3 - 0    | (w/o)   |
| AS Monaco            | 4 - 6  | Rangers FC           | 2 - 3    | 2 - 3   |
| Sporting Lissabon    | 1 - 3  | Partizan Belgrado    | 1 - 1    | 0 - 2   |
| Panathinaikos Athene | 2 - 3  | Juventus             | 1 - 1    | 1 - 2   |
| CA Spora Luxembourg  | 2 - 15 | B 1913               | 0 - 6    | 2 - 9   |
| Vasas SC             | 1 - 5  | Real Madrid          | 0 - 2    | 1 - 3   |

- Benfica, Fenerbahçe en Haka Valkeakoski waren vrij in de voorronde.

## Eerste ronde
| Team #1             | Tot.   | Team #2              | 1ste wed | 2de wed |
| ------------------- | ------ | -------------------- | -------- | ------- |
| 1. FC Nürnberg      | 3 - 1  | Fenerbahçe SK        | 2 - 1    | 1 - 0   |
| FK Austria Wien     | 2 - 6  | SL Benfica           | 1 - 1    | 1 - 5   |
| Servette FC         | 4 - 5  | AS Dukla Praag       | 4 - 3    | 0 - 2   |
| Feyenoord           | 2 - 4  | Tottenham Hotspur FC | 1 - 3    | 1 - 1   |
| B 1913              | 0 - 12 | Real Madrid          | 0 - 3    | 0 - 9   |
| Partizan Belgrado   | 1 - 7  | Juventus             | 1 - 2    | 0 - 5   |
| Standard Luik       | 7 - 1  | Haka Valkeakoski     | 5 - 1    | 2 - 0   |
| ASK Vorwärts Berlin | 2 - 6  | Rangers FC           | 1 - 2    | 1 - 4   |

## Kwartfinale
| Team #1        | Tot.  | Team #2              | 1ste wed | 2de wed | Playoff |
| -------------- | ----- | -------------------- | -------- | ------- | ------- |
| 1. FC Nürnberg | 3 - 7 | SL Benfica           | 3 - 1    | 0 - 6   |         |
| AS Dukla Praag | 2 - 4 | Tottenham Hotspur FC | 1 - 0    | 1 - 4   |         |
| Juventus       | 1 - 1 | Real Madrid          | 0 - 1    | 1 - 0   | 1-3     |
| Standard Luik  | 4 - 3 | Rangers FC           | 4 - 1    | 0 - 2   |         |

## Halve finale
| Team #1     | Tot.  | Team #2              | 1ste wed | 2de wed |
| ----------- | ----- | -------------------- | -------- | ------- |
| SL Benfica  | 4 - 3 | Tottenham Hotspur FC | 3 - 1    | 1 - 2   |
| Real Madrid | 6 - 0 | Standard Luik        | 4 - 0    | 2 - 0   |

## Finale
| Team #1    | Res.  | Team #2     |
| ---------- | ----- | ----------- |
| SL Benfica | 5 - 3 | Real Madrid |

Olympisch Stadion, Amsterdam
2 mei 1962
Opkomst: 65 000 toeschouwers

Scheidsrechter: Leo Horn (Nederland)

Scorers: 17' Ferenc Puskás 0-1, 23' Ferenc Puskás 0-2, 25' José Águas 1-2, 34' Domiciano Cávem 2-2, 38' Ferenc Puskás 2-3, 51' Mário Coluna 3-3, 65' Eusébio 4-3, 68' Eusébio 5-3
SL Benfica (trainer Béla Guttmann)

Costa Pereira; João, Germano, Angelo; Domiciano Cávem, Cruz; Augusto, Eusébio, José Águas, Mário Coluna, António Simões

Real Madrid (trainer Miguel Muñóz):

Araquistain; Casado, José Emilio Santamaría, Miera; Felo, Pachín; Tejada, Luis Del Sol, Alfredo Di Stéfano, Ferenc Puskás, Francisco Gento

## Kampioen
| Europacup I – Seizoen 1961/62 |
| ----------------------------- |
| SL Benfica 2de titel          |